# (4917) Yurilvovia
(4917) Yurilvovia (1973 SC6) – planetoida z grupy pasa głównego asteroid okrążająca Słońce w ciągu 4,54 lat w średniej odległości 2,74 j.a. Odkryta 28 września 1973 roku.